# Naves (Norte)
Naves é uma comuna francesa na região administrativa de Altos da França, no departamento do Norte. Estende-se por uma área de 5.19 km². Em 2010 a comuna tinha 645 habitantes (densidade: 124,3 hab./km²).